# Campeonato Descentralizado 1991
El Campeonato Descentralizado 1991, fue la edición número 65 de la Primera División del Perú, la vigésimo sexta desde que se descentraliza en 1966 y la vigésimo sexta bajo la denominación de Campeonato Descentralizado.
El Campeonato Descentralizado de fútbol profesional del Perú de 1991 tuvo la participación de 41 equipos, y se jugó bajo el formato de los Campeonatos Regionales del Perú.
La edición de este año fue la última que se jugó bajo este formato, debido entre otras razones a la dificultad de entendimiento y aplicación de las reglas y a los "partidos fantasmas" comprobados un año anterior. Cabe indicar que el primer torneo Zona Metropolitana se suspendió en la fecha 9 por el atentado que costó la vida de Héctor Mathey del Deportivo Municipal luego de un entrenamiento el día 9 de mayo.
El Descentralizado se dividió en dos grandes torneos: el Regional 1991-I y el Regional 1991-II, cada uno de ellos otorgaba un cupo a la Final Nacional. Sporting Cristal fue el ganador de los dos Regionales del año, por lo que se consagró automáticamente campeón nacional sin necesidad de disputar una Final, el goleador del torneo fue Horacio Baldessari con 25 goles. Como campeón peruano clasificó a la Copa Libertadores 1992.
Sport Boys y Universitario de Deportes definieron al subcampeón nacional en un Partido extra, saliendo vencedor el Boys. El equipo chalaco clasificó a la Copa Libertadores 1992 y Universitario lo hizo a la Copa Conmebol 1992.

## Ascensos y descensos
Hubo 8 descensos en la temporada 1990, 1 a la Segunda División 1991 y 7 a la Copa Perú 1991. Por otro lado, se produjeron 4 ascensos de la Copa Perú 1990 y 1 de la Segunda División 1990, disminuyendo la cantidad de equipos a 41 en aquel año.
| Posición | Descendidos a la Copa Perú y Segunda División 1991 |
| -------- | -------------------------------------------------- |
| 12° (ZM) | Meteor Sport Club (S. División)                    |
| 10° (ZN) | 15 de Setiembre (C. Perú)                          |
| 6° (ZC)  | Deportivo Junín (C. Perú)                          |
| 7° (ZC)  | Defensor ANDA (C. Perú)                            |
| 8° (ZC)  | Alipio Ponce (C. Perú)                             |
| 5° (ZO)  | Atlético Belén (C. Perú)                           |
| 6° (ZO)  | Chacarita Versalles (C. Perú)                      |
| 8° (ZS)  | Atlético Huracán (C. Perú)                         |

| Posición | Ascensos de la Copa Perú y Segunda División 1990 |
| -------- | ------------------------------------------------ |
| 1°       | Hijos de Yurimaguas (S. División)                |
| 1° (GN)  | Juan Aurich (C. Perú)                            |
| 1° (GC)  | Alianza Huánuco (C. Perú)                        |
| 1° (GO)  | Deportivo Comercio (C. Perú)                     |
| 1° (GS)  | Mariscal Nieto (C. Perú)                         |

### Tabla Resumen Ascensos y Descensos
| Temp. | Ascenso/Descenso                                   | Metropolitano             | Norte               | Centro                                              | Oriente                                  | Sur                  |
| ----- | -------------------------------------------------- | ------------------------- | ------------------- | --------------------------------------------------- | ---------------------------------------- | -------------------- |
| 1990  | Descendidos a la Copa Perú y Segunda División 1991 | 12° Meteor Sport Club     | 10° 15 de Setiembre | 6° Deportivo Junín 7° Defensor ANDA 8° Alipio Ponce | 5° Atlético Belén 6° Chacarita Versalles | 8° Atlético Huracán  |
| 1991  | Ascendidos de la Copa Perú y Segunda División 1990 | 1° SD Hijos de Yurimaguas | 1° CP Juan Aurich   | 1° CP Alianza Huánuco                               | 1° CP Deportivo Comercio                 | 1° CP Mariscal Nieto |

## Regional I
Fue el primer Regional del año y se dividió en tres etapas: la Etapa Zonal, el Octogonal y la Liguilla que definía al campeón. Al culminar la última etapa, Sporting Cristal y Sport Boys empataron en puntos, por lo que jugaron un partido adicional en que ganó Cristal 1-0 con gol de Julio César Antón, consagrándose así campeón del Regional I y clasificando a la Final Nacional y a la Copa Libertadores 1992.

### Etapa Zonal

#### Zona Metropolitana
El torneo se inició los días 23 y 24 de marzo y se jugó a una sola rueda de 11 fechas, debido a la preparación y participación de la selección peruana en la Copa América 1991 del mes de julio.
| Pos. | Equipo                | Pts. | PJ | PG | PE | PP | GF | GC | DG  |
| ---- | --------------------- | ---- | -- | -- | -- | -- | -- | -- | --- |
| 1    | 'Sporting Cristal'    | 17   | 11 | 7  | 3  | 1  | 23 | 11 | +12 |
| 2    | 'Sport Boys'          | 16   | 11 | 6  | 4  | 1  | 17 | 10 | +7  |
| 3    | 'Alianza Lima'        | 15   | 11 | 6  | 3  | 2  | 19 | 10 | +9  |
| 4    | 'Universitario'       | 13   | 11 | 4  | 5  | 2  | 15 | 10 | +5  |
| 5    | Defensor Lima         | 13   | 11 | 5  | 3  | 3  | 18 | 14 | +4  |
| 6    | Deportivo Municipal   | 11   | 11 | 4  | 3  | 4  | 13 | 12 | +1  |
| 7    | Deportivo San Agustín | 11   | 11 | 4  | 3  | 4  | 11 | 14 | -3  |
| 8    | Unión Huaral          | 10   | 11 | 4  | 2  | 5  | 13 | 16 | -3  |
| 9    | Hijos de Yurimaguas   | 9    | 11 | 3  | 3  | 5  | 14 | 22 | -8  |
| 10   | Internazionale        | 9    | 11 | 2  | 5  | 4  | 8  | 17 | -9  |
| 11   | Deportivo AELU        | 7    | 11 | 1  | 5  | 5  | 7  | 21 | -14 |
| 12   | Octavio Espinosa      | 5    | 11 | 1  | 3  | 7  | 5  | 29 | -24 |

|  | Clasifica al Octogonal |

#### Zona Norte
| Pos. | Equipo             | Pts. | PJ | PG | PE | PP | GF | GC | DG  |
| ---- | ------------------ | ---- | -- | -- | -- | -- | -- | -- | --- |
| 1    | 'Carlos Mannucci'  | 27   | 18 | 12 | 3  | 3  | 23 | 10 | +13 |
| 2    | Deportivo Pacífico | 22   | 18 | 9  | 4  | 5  | 22 | 19 | +3  |
| 3    | UTC                | 21   | 18 | 9  | 3  | 6  | 23 | 16 | +7  |
| 4    | Atlético Torino    | 21   | 18 | 7  | 7  | 4  | 20 | 15 | +5  |
| 5    | Alianza Atlético   | 19   | 18 | 7  | 5  | 6  | 24 | 21 | +3  |
| 6    | Deportivo Morba    | 18   | 18 | 6  | 6  | 6  | 16 | 18 | -2  |
| 7    | Juan Aurich        | 17   | 18 | 7  | 3  | 8  | 19 | 17 | +2  |
| 8    | Atlético Grau      | 16   | 18 | 5  | 6  | 7  | 19 | 28 | -11 |
| 9    | Deportivo Cañaña   | 12   | 18 | 4  | 4  | 10 | 12 | 20 | -8  |
| 10   | Libertad           | 7    | 18 | 2  | 3  | 13 | 14 | 35 | -21 |

- Antes de Iniciar la Temporada del Regional 1991-I Zona Norte, El Morba FBC se Cambió de Nombre a Deportivo Morba.

|  | Clasifica al Octogonal |

#### Zona Centro
| Pos. | Equipo              | PJ | PG | PE | PP | GF | GC | DG | Pts. |
| ---- | ------------------- | -- | -- | -- | -- | -- | -- | -- | ---- |
| 1    | Unión Huayllaspanca |    |    |    |    |    |    |    | 15   |
| 2    | León de Huánuco     |    |    |    |    |    |    |    | 15   |
| 3    | Unión Minas         | 14 |    |    |    |    |    |    |      |
| 4    | Alianza Universidad | 8  |    |    |    |    |    |    |      |
| 5    | ADT                 | 7  |    |    |    |    |    |    |      |
| 6    | Mina San Vicente    | 1  |    |    |    |    |    |    |      |

|  | Clasifica al Octogonal |

#### Zona Oriente
Campeón: Colegio Nacional Iquitos

#### Zona Sur
| Pos. | Equipo              | PJ | PG | PE | PP | GF | GC | DG | Pts. |
| ---- | ------------------- | -- | -- | -- | -- | -- | -- | -- | ---- |
| 1    | 'FBC Melgar'        |    |    |    |    |    |    |    | 24   |
| 2    | Cienciano           |    |    |    |    |    |    |    | 19   |
| 3    | FBC Aurora          | 17 |    |    |    |    |    |    |      |
| 4    | Juvenil Los Ángeles | 14 |    |    |    |    |    |    |      |
| 5    | Mariscal Nieto      | 12 |    |    |    |    |    |    |      |
| 6    | Alfonso Ugarte      | 11 |    |    |    |    |    |    |      |
| 7    | Diablos Rojos       | 10 |    |    |    |    |    |    |      |
| 8    | Coronel Bolognesi   | 5  |    |    |    |    |    |    |      |

|  | Clasifica al Octogonal |

### Octogonal
Disputado en dos jornadas, entre el 4 y 11 de agosto de 1991 en partidos de ida y vuelta.
| 4 de agosto de 1991 | Unión Huayllaspanca | 0:0' | Universitario | Estadio Huancayo, Huancayo |  |

| 11 de agosto de 1991 | Universitario                                                    | 4 - 0 | Unión Huayllaspanca | Estadio Lolo Fernández, Lima |                          |
|                      | Jesús Torrealva · Andrés Gonzales · Álvaro Barco · Alfonso Yáñez |       |                     | Árbitro(s): José Ramírez     | Árbitro(s): José Ramírez |

| 4 de agosto de 1991 | Melgar                                                   | 3:0 (2:0) | Alianza Lima | Estadio Mariano Melgar, Arequipa |  |
|                     | Wilmet Calmet 12' · Raúl Moreno 26' · Pedro Valdivia 75' |           |              |                                  |  |

| 11 de agosto de 1991 | Alianza Lima                    | 3 - 2 | Melgar                       | Estadio Alejandro Villanueva, Lima |  |
|                      | César Rodríguez · Jorge Cordero |       | Wilson Ramírez · Luis Falcón |                                    |  |

| 4 de agosto de 1991 | Sporting Cristal   | 2:1 (2:1) | Carlos A. Mannucci | Estadio Nacional, Lima                                      |                                                             |
|                     | Baldessari 30' 36' |           | Cubas 44'          | Asistencia: 7.682 espectadores Árbitro(s): Carlos Hernández | Asistencia: 7.682 espectadores Árbitro(s): Carlos Hernández |

| 11 de agosto de 1991 | Carlos A. Mannucci | 0:2 (0:0) | Sporting Cristal        | Estadio Mansiche, Trujillo                                 |                                                            |
|                      |                    | Reporte   | Navarro 47' · Antón 89' | Asistencia: 11.770 espectadores Árbitro(s): Alberto Tejada | Asistencia: 11.770 espectadores Árbitro(s): Alberto Tejada |

| 4 de agosto de 1991 | Sport Boys                                           | 4:1 (1:0) | C. N. I. | Estadio Nacional, Lima |  |
|                     | Muñoz 12' · Marquinho 51' · Anchissi 71' · Carty 81' |           | Ruiz 62' |                        |  |

| 11 de agosto de 1991 | C. N. I. | 1 - 3 | Sport Boys                                            | Estadio Max Augustín, Iquitos |  |
|                      |          |       | Germán Carty · Carlos Henrique Paris · Ramón Anchissi |                               |  |

### Liguilla Final
Disputada en tres jornadas dobles, entre el 18 y 25 de agosto de 1991 en el Estadio Nacional de Lima. En la primera fecha Sport Boys derrotó al Melgar 3-0, en el partido de fondo Sporting Cristal derrotó a Universitario 1-0, en la segunda fecha Sporting Cristal empató con Melgar 1-1 y Universitario empató con Sport Boys 1-1, y en la tercera fecha Universitario empató con Melgar 1-1 y Sporting Cristal empató con Sport Boys 0-0.
| Pos. | Equipo             | Pts. | PJ | PG | PE | PP | GF | GC | DG |
| ---- | ------------------ | ---- | -- | -- | -- | -- | -- | -- | -- |
| 1    | 'Sport Boys'       | 4    | 3  | 1  | 2  | 0  | 4  | 1  | +3 |
| 1    | 'Sporting Cristal' | 4    | 3  | 1  | 2  | 0  | 2  | 1  | +1 |
| 3    | Universitario      | 2    | 3  | 0  | 2  | 1  | 2  | 3  | -1 |
| 4    | FBC Melgar         | 2    | 3  | 0  | 2  | 1  | 2  | 5  | -3 |

|  | Desempate y Clasificado a la Final Nacional con el Campeón Regional 1991-II y a la Copa Libertadores 1992.                                               |
|  | Desempate y juega Partido Play-off por el Subcampeonato con el Subcampeón Regional 1991-II (Si Sporting Cristal vuelve a campeonar en Regional 1991-II). |
- Al quedar empatados en puntos, Sport Boys y Sporting Cristal tuvieron que disputar un partido extra.

### Play-off
Fue jugado el miércoles 28 de agosto entre Sport Boys y Sporting Cristal que empataron en puntos en la Liguilla. El partido lo ganó Cristal con un gol de Julio César Antón, obteniendo así el título del Primer Regional y la clasificación a la Copa Libertadores 1992.
| 28 de agosto de 1991 | Sporting Cristal | 1:0 (0:0) | Sport Boys | Estadio Nacional, Lima       |                              |
|                      | Antón 55'        |           |            | Árbitro(s): Fernando Chapell | Árbitro(s): Fernando Chapell |

## Regional II
Se jugó con el mismo formato que el Primer Regional (Etapa Zonal), los equipos mejor clasificados en sus zonas clasificaban al octogonal, y los cuatro mejores entraban a la Liguilla por el título. El ganador fue Sporting Cristal que se proclamó campeón nacional tras ganar los dos Regionales ( Regional 1991-I y Regional 1991-II) del año.

### Etapa Zonal

#### Zona Metropolitana
| Pos. | Equipo                | Pts. | PJ | PG | PE | PP | GF | GC | DG  |
| ---- | --------------------- | ---- | -- | -- | -- | -- | -- | -- | --- |
| 1    | 'Universitario'       | 32   | 22 | 12 | 8  | 2  | 37 | 18 | +19 |
| 2    | 'Sport Boys'          | 30   | 22 | 10 | 10 | 2  | 30 | 18 | +12 |
| 3    | 'Sporting Cristal'    | 28   | 22 | 11 | 6  | 5  | 42 | 25 | +17 |
| 4    | 'Defensor Lima'       | 28   | 22 | 12 | 4  | 6  | 35 | 27 | +8  |
| 5    | Alianza Lima          | 26   | 22 | 8  | 10 | 4  | 33 | 22 | +11 |
| 6    | Deportivo San Agustín | 24   | 22 | 9  | 6  | 7  | 28 | 19 | +9  |
| 7    | Deportivo Municipal   | 24   | 22 | 9  | 6  | 7  | 30 | 27 | +3  |
| 8    | Hijos de Yurimaguas   | 23   | 22 | 8  | 7  | 7  | 30 | 26 | +4  |
| 9    | Unión Huaral          | 20   | 22 | 5  | 10 | 7  | 27 | 33 | -6  |
| 10   | Deportivo AELU        | 11   | 22 | 4  | 3  | 15 | 17 | 45 | -28 |
| 11   | Internazionale        | 10   | 22 | 1  | 8  | 13 | 18 | 39 | -21 |
| 12   | Octavio Espinosa      | 8    | 22 | 3  | 2  | 17 | 16 | 44 | -28 |

|  | Clasifica al Octogonal |

#### Zona Norte
| Pos. | Equipo             | Pts. | PJ | PG | PE | PP | GF | GC | DG  |
| ---- | ------------------ | ---- | -- | -- | -- | -- | -- | -- | --- |
| 1    | 'Alianza Atlético' | 29   | 18 | 12 | 5  | 1  | 34 | 9  | +25 |
| 2    | Atlético Grau      | 26   | 18 | 11 | 4  | 3  | 30 | 20 | +10 |
| 3    | UTC                | 22   | 18 | 9  | 4  | 5  | 32 | 23 | +9  |
| 4    | Deportivo Pacífico | 21   | 18 | 9  | 3  | 6  | 35 | 24 | +11 |
| 5    | Atlético Torino    | 21   | 18 | 8  | 5  | 5  | 24 | 19 | +5  |
| 6    | Carlos Mannucci    | 16   | 18 | 6  | 4  | 8  | 31 | 28 | +3  |
| 7    | Deportivo Cañaña   | 15   | 18 | 5  | 5  | 8  | 21 | 21 | 0   |
| 8    | Juan Aurich        | 13   | 18 | 4  | 5  | 9  | 12 | 27 | -15 |
| 9    | Deportivo Morba    | 11   | 18 | 4  | 3  | 11 | 23 | 35 | -12 |
| 10   | Libertad           | 6    | 18 | 1  | 4  | 13 | 9  | 45 | -36 |

|  | Clasifica al Octogonal |

#### Zona Centro
| Pos. | Equipo              | Pts. | PJ | PG | PE | PP | GF | GC | DG  |
| ---- | ------------------- | ---- | -- | -- | -- | -- | -- | -- | --- |
| 1    | 'León de Huánuco'   | 16   | 10 | 7  | 2  | 1  | 33 | 10 | +23 |
| 2    | Unión Minas         | 14   | 10 | 6  | 2  | 2  | 37 | 20 | +17 |
| 3    | ADT                 | 13   | 10 | 6  | 1  | 3  | 22 | 19 | +3  |
| 4    | Unión Huayllaspanca | 12   | 10 | 6  | 0  | 4  | 35 | 18 | +17 |
| 5    | Alianza Universidad | 3    | 10 | 1  | 1  | 8  | 16 | 36 | -20 |
| 6    | Mina San Vicente    | 2    | 10 | 1  | 0  | 9  | 10 | 50 | -40 |

|  | Clasifica al Octogonal |

#### Zona Oriente
Campeón: Colegio Nacional Iquitos

#### Zona Sur
| Pos. | Equipo              | Pts. | PJ | PG | PE | PP | GF | GC | DG  |
| ---- | ------------------- | ---- | -- | -- | -- | -- | -- | -- | --- |
| 1    | 'FBC Melgar'        | 26   | 14 | 13 | 0  | 1  | 55 | 24 | +31 |
| 2    | Cienciano           | 20   | 14 | 9  | 2  | 3  | 51 | 18 | +33 |
| 3    | FBC Aurora          | 18   | 14 | 7  | 4  | 3  | 46 | 23 | +23 |
| 4    | Diablos Rojos       | 15   | 14 | 6  | 3  | 5  | 29 | 43 | -14 |
| 5    | Alfonso Ugarte      | 11   | 14 | 4  | 3  | 7  | 27 | 49 | -22 |
| 6    | Mariscal Nieto      | 9    | 14 | 3  | 3  | 8  | 31 | 36 | -5  |
| 7    | Juvenil Los Ángeles | 7    | 14 | 1  | 5  | 8  | 24 | 40 | -16 |
| 8    | Coronel Bolognesi   | 6    | 14 | 3  | 0  | 11 | 14 | 53 | -39 |

|  | Clasifica al Octogonal |

### Octogonal
Disputado en dos jornadas, entre el 24 de noviembre y 1 de diciembre de 1991 en partidos de ida y vuelta.
| 24 de noviembre de 1991 | Alianza Atlético | 1 - 3 | Universitario | Estadio Campeones del 36, Piura |  |

| 1 de diciembre de 1991 | Universitario | 4 - 1 | Alianza Atlético | Estadio Lolo Fernández, Lima |  |

| 24 de noviembre de 1991 | FBC Melgar                 | 3:1 (2:0) | Sporting Cristal | Estadio Mariano Melgar, Arequipa |                            |
|                         | Falcón 11' 43' · Riega 80' |           | Antón 75'        | Árbitro(s): Alberto Tejada       | Árbitro(s): Alberto Tejada |

| 1 de diciembre de 1991 | Sporting Cristal                                                                      | 5:0 (1:0) | FBC Melgar | Estadio Alejandro Villanueva, Lima                          |                                                             |
|                        | Pablo Zegarra 6' (pen.) · Antón 55' · Flavio Maestri 61' 79' · Horacio Baldessari 64' |           |            | Asistencia: 8.599 espectadores Árbitro(s): Fernando Chapell | Asistencia: 8.599 espectadores Árbitro(s): Fernando Chapell |

| 24 de noviembre de 1991 | Sport Boys         | 1:0 (0:0) | León de Huánuco | Estadio Lolo Fernández, Lima                            |                                                         |
|                         | Ramón Perleche 61' |           |                 | Asistencia: 6.005 espectadores Árbitro(s): José Ramírez | Asistencia: 6.005 espectadores Árbitro(s): José Ramírez |

| 1 de diciembre de 1991 | León de Huánuco             | 1:0 (2:3)p (2:3 p.)        | Sport Boys                    | Estadio Heraclio Tapia, Huánuco |  |
|                        | Miranda                     |                            |                               |                                 |  |
|                        |                             | Tiros desde el punto penal |                               |                                 |  |
|                        | Jarama · Rosales · Illescas |                            | Marquinho · Rodríguez · Carty |                                 |  |

| 24 de noviembre de 1991 | CNI         | 1:1 (1:1) | Defensor Lima | Estadio Max Augustín, Iquitos |                               |
|                         | Vinatea 30' |           | Zegarra 37'   | Árbitro(s): Sergio Leiblinger | Árbitro(s): Sergio Leiblinger |

| 1 de diciembre de 1991 | Defensor Lima | 2 - 1 | CNI | Estadio Alejandro Villanueva, Lima |  |

### Liguilla Final
Disputada en tres jornadas dobles, entre el 8 y 15 de diciembre de 1991 en el Estadio Nacional de Lima. En la primera fecha Sport Boys derrotó al Defensor Lima 2-0, en el partido de fondo Universitario derrotó a Sporting Cristal 1-0, en la segunda fecha Sporting Cristal derrotó al Sport Boys por 2-1 y Universitario empató con Defensor Lima 2-2, y en la tercera fecha Sporting Cristal derrotó al Defensor Lima por 2-1 y Universitario empató con Sport Boys 1-1.
| Pos. | Equipo           | Pts. | PJ | PG | PE | PP | GF | GC | DG |
| ---- | ---------------- | ---- | -- | -- | -- | -- | -- | -- | -- |
| 1    | Sporting Cristal | 4    | 3  | 2  | 0  | 1  | 4  | 3  | +1 |
| 1    | 'Universitario'  | 4    | 3  | 1  | 2  | 0  | 4  | 3  | +1 |
| 3    | Sport Boys       | 3    | 3  | 1  | 1  | 1  | 4  | 3  | +1 |
| 4    | Defensor Lima    | 1    | 3  | 0  | 1  | 2  | 3  | 6  | -3 |

|  | Desempate y al ser Doble Campeón (Regional 1991-I y Regional 1991-II) se corona automáticamente en Campeón Nacional 1991 y clasifica a la Copa Libertadores 1992. |
|  | Desempate y juega Partido Play-off por el Subcampeonato con el Subcampeón Regional 1991-I.                                                                        |
- Al quedar empatados en puntos, Sporting Cristal y Universitario tuvieron que disputar un partido extra.

#### Play-off
Fue jugado el miércoles 18 de diciembre entre Sporting Cristal y Universitario que empataron en puntos en la Liguilla. El partido lo ganó Cristal luego de una dramática definición por penales 7-6 luego de quedar 1-1 en tiempo reglamentario.
| 18 de diciembre de 1991, 20:00 | Sporting Cristal | 1:1 (7:6)p (7:6 p.)        | Universitario | Estadio Nacional, Lima                                       |                                                              |
|                                | Pablo Zegarra 30' | Reporte                    | Roberto Martínez 63' (pen.) | Asistencia: 19.347 espectadores Árbitro(s): Fernando Chapell | Asistencia: 19.347 espectadores Árbitro(s): Fernando Chapell |
|                                | | Tiros desde el punto penal | |                                                              |                                                              |
|                                | P. Zegarra · P. Novella · O. Prado · P. Olivares · H. Baldessari · R. Palacios · J. Arteaga · C. Pedraglio · J. Antón · L. Rojas |                            | R. Martínez · J. Torrealva · F. Torrealva · O. Vidales · T. Silva · P. Requena · G. Kanashiro · J. Bazalar · A. Gonzales · C. Cáceda |                                                              |                                                              |

## Final Nacional
No hubo Final Nacional, ya que al ganar los dos Regionales el cuadro del Rimac se proclamó automáticamente Campeón Nacional 1991.
|                              |
| Campeón Nacional             |
| Sporting Cristal 10.º título |

## Acumulado

#### Zona Metropolitana
| Pos. | Equipo                | Pts. | PJ | PG | PE | PP | GF | GC | DG  |
| ---- | --------------------- | ---- | -- | -- | -- | -- | -- | -- | --- |
| 1    | Sport Boys            | 46   | 33 | 16 | 14 | 3  | 47 | 28 | +19 |
| 2    | Sporting Cristal      | 45   | 33 | 18 | 9  | 6  | 65 | 36 | +29 |
| 3    | Universitario         | 45   | 33 | 16 | 13 | 4  | 52 | 28 | +24 |
| 4    | Alianza Lima          | 41   | 33 | 14 | 13 | 6  | 52 | 32 | +20 |
| 5    | Defensor Lima         | 41   | 33 | 17 | 7  | 9  | 53 | 41 | +12 |
| 6    | Deportivo San Agustín | 35   | 33 | 13 | 9  | 11 | 39 | 33 | +6  |
| 7    | Deportivo Municipal   | 35   | 33 | 13 | 9  | 11 | 43 | 39 | +4  |
| 8    | Hijos de Yurimaguas   | 32   | 33 | 11 | 10 | 12 | 44 | 48 | -4  |
| 9    | Unión Huaral          | 30   | 33 | 9  | 12 | 12 | 40 | 49 | -9  |
| 10   | Internazionale        | 19   | 33 | 3  | 13 | 17 | 26 | 56 | -30 |
| 11   | Deportivo AELU        | 18   | 33 | 5  | 8  | 20 | 24 | 66 | -42 |
| 12   | Octavio Espinosa      | 13   | 33 | 4  | 5  | 24 | 21 | 73 | -52 |

|  | Clasifica al Campeonato Descentralizado 1992 |

#### Zona Norte
| Pos. | Equipo             | Pts. | PJ | PG | PE | PP | GF | GC | DG  |
| ---- | ------------------ | ---- | -- | -- | -- | -- | -- | -- | --- |
| 1    | Alianza Atlético   | 48   | 36 | 19 | 10 | 7  | 58 | 30 | +28 |
| 2    | UTC                | 43   | 36 | 18 | 7  | 11 | 55 | 39 | +16 |
| 3    | Carlos Mannucci    | 43   | 36 | 18 | 7  | 11 | 54 | 38 | +16 |
| 4    | Deportivo Pacífico | 43   | 36 | 18 | 7  | 11 | 57 | 43 | +14 |
| 5    | Atlético Grau      | 42   | 36 | 16 | 10 | 10 | 49 | 28 | +21 |
| 6    | Atlético Torino    | 42   | 36 | 15 | 12 | 9  | 44 | 34 | +10 |
| 7    | Juan Aurich        | 30   | 36 | 11 | 8  | 17 | 31 | 44 | -13 |
| 8    | Deportivo Morba    | 29   | 36 | 10 | 9  | 17 | 39 | 53 | -14 |
| 9    | Deportivo Cañaña   | 27   | 36 | 9  | 9  | 18 | 33 | 41 | -8  |
| 10   | Libertad           | 13   | 36 | 3  | 7  | 26 | 23 | 80 | -57 |

|  | Clasifica al Campeonato Descentralizado 1992 |

|  | Play-off por el Campeonato Descentralizado 1992 |

| 1991 | Carlos Mannucci | 3 - 0 | Deportivo Pacífico | Estadio Nacional, Lima |  |
|      | Juan Caballero  |       |                    |                        |  |

#### Zona Centro
| Pos. | Equipo              | PJ | PG | PE | PP | GF | GC | DG | Pts. |
| ---- | ------------------- | -- | -- | -- | -- | -- | -- | -- | ---- |
| 1    | León de Huánuco     |    |    |    |    |    |    |    | 31   |
| 2    | Unión Minas         |    |    |    |    |    |    |    | 28   |
| 3    | Unión Huayllaspanca |    |    |    |    |    |    |    | 27   |
| 4    | ADT                 | 20 |    |    |    |    |    |    |      |
| 5    | Alianza Universidad | 11 |    |    |    |    |    |    |      |
| 6    | Mina San Vicente    | 3  |    |    |    |    |    |    |      |

|  | Clasifica al Campeonato Descentralizado 1992 |

|  | Play-off por el Campeonato Descentralizado 1992 |

#### Zona Sur
| Pos. | Equipo              | PJ | PG | PE | PP | GF | GC | DG | Pts. |
| ---- | ------------------- | -- | -- | -- | -- | -- | -- | -- | ---- |
| 1    | FBC Melgar          |    |    |    |    |    |    |    | 50   |
| 2    | Cienciano           | 39 |    |    |    |    |    |    |      |
| 3    | FBC Aurora          |    |    |    |    |    |    |    | 35   |
| 4    | Diablos Rojos       |    |    |    |    |    |    |    | 25   |
| 5    | Alfonso Ugarte      | 22 |    |    |    |    |    |    |      |
| 6    | Mariscal Nieto      | 21 |    |    |    |    |    |    |      |
| 7    | Juvenil Los Ángeles | 21 |    |    |    |    |    |    |      |
| 8    | Coronel Bolognesi   | 11 |    |    |    |    |    |    |      |

|  | Clasifica al Campeonato Descentralizado 1992 |

|  | Play-off por el Campeonato Descentralizado 1992 |

##### Play-off Revalidación
| 30 de noviembre de 1991 | Unión Minas | 1:1 (4:2 p.) | FBC Aurora  | Estadio Nacional, Lima |  |
|                         | José Sihuas |              | Jorge Tapia |                        |  |

## Partido por el Subcampeonato
Sport Boys (segundo clasificado del Regional I) y Universitario (segundo clasificado del Regional II) tuvieron que disputar un partido para definir al Subcampeón.
| 22 de diciembre de 1991, 20:00 | Sport Boys                                        | 3:3' (4:1 p.) | Universitario                                          | Estadio Nacional, Lima                                     |                                                            |
|                                | Carty 12' · Carlos Henrique Paris 39' · Marquinho |               | Yáñez 19' · Roberto Martínez 45' · Andrés Gonzales 48' | Asistencia: 22.879 espectadores Árbitro(s): Alberto Tejada | Asistencia: 22.879 espectadores Árbitro(s): Alberto Tejada |

## Clasificados al Descentralizado 1992
- Por la Zona Metropolitana clasificaron: Universitario, Sport Boys, Sporting Cristal, Defensor Lima, Alianza Lima, Deportivo Municipal, Deportivo San Agustín e Hijos de Yurimaguas.
- Por la Zona Norte clasificaron: Alianza Atlético, UTC y Carlos A. Mannucci.
- Por la Zona Centro clasificó: León de Huánuco.
- Por la Zona Sur clasificaron: FBC Melgar y Cienciano.
- Por la Zona Oriente clasificó: CNI.
- Unión Minas (segundo de la Zona Centro) obtuvo el último cupo al Campeonato de 1992 al derrotar al FBC Aurora (tercero de la Zona Sur) en partido extra (por penales 4 a 2, luego de empatar 1 a 1) disputado en Lima.

## Estadísticas

### Máximos goleadores
Lista con los máximos goleadores de la competencia.
| Jugador                                | Equipo                    | Goles |
| -------------------------------------- | ------------------------- | ----- |
| Horacio Baldessari                     | Sporting Cristal          | 25    |
| Raúl Hurtado                           | Defensor Lima             | 19    |
| Germán Carty                           | Sport Boys                | 17    |
| Julinho                                | Defensor Lima             | 17    |
| Rosinaldo Lopes                        | Alianza Lima              | 15    |
| Carlos Dolorier                        | Hijos de Yurimaguas       | 15    |
| Roberto Martínez                       | Universitario de Deportes | 14    |
| Pablo Kratina                          | Alianza Atlético          | 13    |
| Manuel García                          | Internazionale San Borja  | 13    |
| Humberto Rey Muñoz                     | Unión Huaral              | 13    |
| Andrés Gonzales                        | Universitario de Deportes | 12    |
| Domingo Farfán                         | Unión Huaral              | 12    |
| Néstor Mordini                         | Cienciano                 | 11    |
| Wilmer Calmet                          | F. B. C. Melgar           | 11    |
| Edwin Uehara                           | Deportivo AELU            | 11    |
| Sergio Bufarini                        | San Agustín               | 11    |
| José María Vieta                       | Deportivo Municipal       | 10    |
| Ramón Anchisi                          | Sport Boys                | 10    |
| Franco Navarro                         | Sporting Cristal          | 10    |
| Carlos Henrique Paris                  | Sport Boys                | 10    |
| Actualizado el 22 de noviembre de 2019 |                           |       |